# Molise
Molise (phát âm [moˈliːze]) là một vùng ở Nam Ý. Cho tới năm 1963, nó là một phần của Abruzzi e Molise, cùng với Abruzzo. Quyết định tách rời hai vùng này không có hiệu lực cho tới năm 1970, khiến Molise trở thành vùng "trẻ" nhất nước Ý. Vùng này rộng 4.438 kilômét vuông (1.714 dặm vuông Anh) (nhỏ thứ nhì, sau Thung lũng Aosta) và có dân số 313.348 người (1 tháng 1 năm 2015)
Vùng này được chia làm hai tỉnh, được đặt theo tên của thủ phủ mỗi tỉnh: Campobasso và Isernia. Campobasso đóng vai trò thủ phủ vùng.

## Hành chính
Molise gồm hai tỉnh:
| Tỉnh       | Diện tích (km²) | Dân số  | Mật độ (inh./km²) |
| ---------- | --------------- | ------- | ----------------- |
| Campobasso | 2,909           | 231,921 | 79.7              |
| Isernia    | 1,529           | 88,931  | 58.2              |